# 죽전중학교
 죽전중학교(竹田中學校)는 대한민국 경기도 용인시 수지구 죽전동에 위치한 공립 중학교이다.

## 학교 연혁
- 2000년 1월 13일 : 죽전중학교 건물 준공
- 2000년 3월 1일 : 초대 김관구 교장 취임
- 2000년 3월 3일 : 개교 및 입학식(94명, 5학급 편성)
- 2022년 9월 1일 : 제9대 김점옥 교장 취임
- 2023년 12월 29일 : 제24회 졸업식(241명) 총 졸업학생수 5,559명
- 2024년 3월 4일 : 제25회 입학식(8학급 226명)

## 참고 자료
- 죽전중학교 - 한국교육학술정보원 학교알리미